# روجر نيلسن
روجر نيلسن (بالنرويجية البوكمول: Roger Nilsen)‏ مواليد 8 أغسطس 1969 في ترومسو، هو لاعب كرة قدم نرويجي دولي سابق ومدرب كرة قدم كان يلعب في مركز الدفاع. سبق له أن لعب في كأس العالم لكرة القدم مع منتخب بلاده. لعب خلال مسيرته 329 مباراة سجل خلالها 13 هدفاً.
لعب نيلسن لصالح نادي ترومسو إيدريتسلاغ ونادي فيكينغ ونادي مولده ونادي برينو في الدوري النرويجي، واحترف في بعض النوادي مثل نادي كولن الألماني، ونادي شيفيلد يونايتد وتوتنهام هوتسبير في الدوري الإنجليزي، ونادي غراتزر أي كاي النمساوي. وبعد تقاعده عمل كمساعد مدرب في نادي فايكنغ.

## المسيرة الاحترافية

### نادي فيكنغ
بدأ نيلسن حياته المهنية في نادي ترومسو وبعد أن انتقل إلى نادي فيكينغ أصبح مشهوراً في دوري الدرجة الأولى النرويجي في موسم عام 1991. في أربعة مواسم في فايكنغ، أصبح نيلسن منتظماً في منتخب النرويج تحت 21 عاماً، فاز بأول كأس مع المنتخب في عام 1990. أُعير إلى نادي كولن وتم طرحه للبيع في نهاية موسم 1993.

### نادي شيفيلد يونايتد
بعد أن وقع زميله النرويجي جوستاين فلو مع الفريق شيفيلد يونايتد أضاف المدرب ديف باسيت نيلسن في نوفمبر 1993 مقابل رسوم من 500,000 جنيه استرليني. قاتل نيلسن دون جدوى ضد الهبوط من الدوري الممتاز وكان منتظماً في مركز الظهير الأيسر.

### نهاية الاحتراف
بعد أن شارك في ثلاث مباريات فقط مع سبيرز، كان نيلسن قد أمضى فترة وجيزة مع غراتزر أي كاي قبل عودته للعب مع نادي مولده ونادي برين. غادر نادي برين في عام 2003، لكنه واصل مسيرته في الدوري النرويجي الدرجة الثالثة مع نادي ستافنجر إف.

### أندية لعب لها
- ترومسو إيدريتسلاغ
- نادي فيكينغ
- نادي كولن
- شيفيلد يونايتد
- توتنهام هوتسبير
- غراتزر أي كاي
- نادي مولده

## المشاركة الدولية
مثّل نيلسن النرويج في فئة الشباب على المستوى الدولي ولعب مع منتخب النرويج تحت 20 سنة في بطولة العالم للشباب لكرة القدم 1989. لعب 19 مباراة وسجل هدفين لصالح النرويج.
لَعِبَ نيلسن لأول مرة مع فريق الكبار في مباراة ودية ضد منتخب الكاميرون في 31 أكتوبر 1990. وسجل أول هدف له مع النرويج ضد منتخب السويد في 26 أغسطس 1992، وسجل هدفين ضد منتخب سان مارينو. نيلسن كان جزءا من تشكيلة النرويج لكأس العالم، لكنه لم يلعب أي مباراة في البطولة. لعب آخر مباراة ضد السويد في 4 فبراير 2000. لعب نيلسن ما مجموعه 32 مباراة دولية، وسجل ثلاثة أهداف.

## الإدارة والتدريب
في عام 2006 تقاعد وتولى منصب المدير الفني لمنتخب ستافنجر إف. في نهاية الموسم ترك نيلسن النادي لتولي منصب مساعد المدرب في لنادي الدرجة الأولى النرويجي فيكنغ، بعد مغادرة المدرب أوي روسلر في نوفمبر 2009 تولى منصب المدير لفترة وجيزة.

## الحياة الشخصية
روجر نيلسن هو شقيق اللاعب السابق والمدرب ستينار نيلسن.

## روابط خارجية
- روجر نيلسن على موقع اتحاد النرويج (النرويجية)
- روجر نيلسن على موقع قاعدة بيانات كرة القدم.إي يو (الإنجليزية)
- روجر نيلسن على موقع ناشيونال فوتبول تيمز (الإنجليزية)
- روجر نيلسن على موقع Soccerway.com (الإنجليزية)
- روجر نيلسن على موقع عالم كرة القدم.نت (الإنجليزية)